# پگیش
پگیش (به لاتین: Pegish) یک منطقهٔ مسکونی در افغانستان است که در ولایت بدخشان واقع شده‌است.